# Parabole de la paille et de la poutre

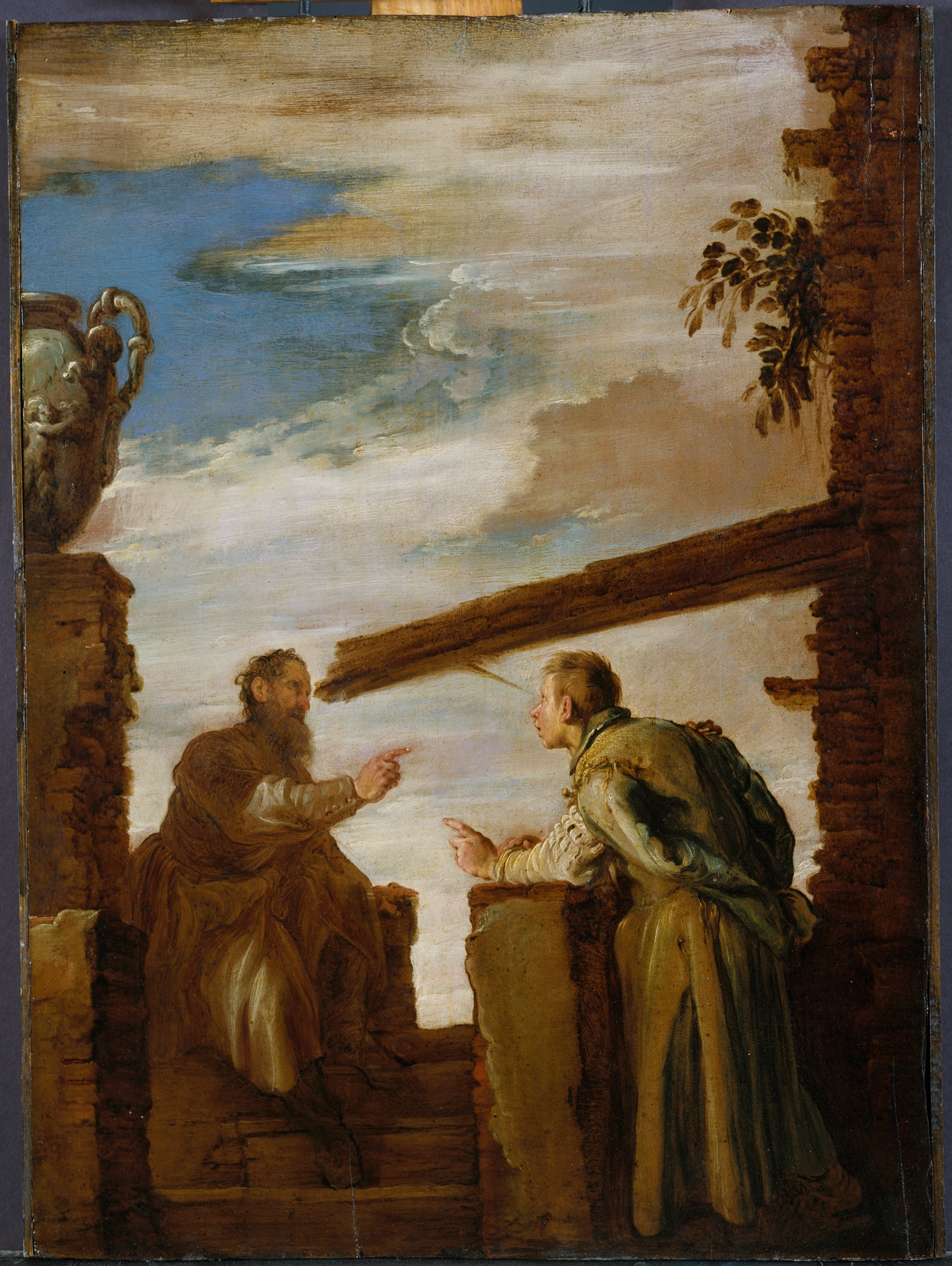
La parabole de la paille et de la poutre par Domenico Fetti (Metropolitan Museum of Art).

La parabole de la paille et de la poutre est une parole prononcée par Jésus-Christ, dans son sermon sur la montagne telle que le rapporte l'Évangile selon Matthieu. Le discours est assez bref et commence par avertir ses disciples des dangers de juger les autres, déclarant qu'ils seraient eux aussi jugés selon la même norme. Le sermon dans la plaine a un passage similaire dans l'Évangile selon Luc ; cette parabole figure également dans l'Évangile de Thomas (Logion 26).

## Texte

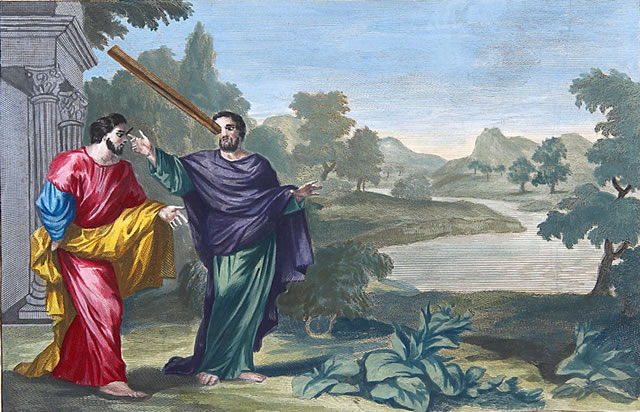
Saint Matthieu, 7:2-5 - La Parabole de la paille et de la poutre, Pieter Mortier, ca. 1700.

Évangile selon Matthieu chapitre 7, versets 3 à 5 :

« Pourquoi vois-tu la paille qui est dans l’œil de ton frère, et n'aperçois-tu pas la poutre qui est dans ton œil ? Ou comment peux-tu dire à ton frère : Laisse-moi ôter une paille de ton œil, toi qui as une poutre dans le tien ? Hypocrite, ôte premièrement la poutre de ton œil, et alors tu verras comment ôter la paille de l’œil de ton frère. »

Traduction d'après la Bible Louis Segond.
Évangile selon Luc, 6, versets 41 à 45 : 

« Qu’as-tu à regarder la paille dans l’œil de ton frère, alors que la poutre qui est dans ton œil à toi, tu ne la remarques pas ? Comment peux-tu dire à ton frère : “Frère, laisse-moi enlever la paille qui est dans ton œil”, alors que toi-même ne vois pas la poutre qui est dans le tien ? Hypocrite ! Enlève d’abord la poutre de ton œil ; alors tu verras clair pour enlever la paille qui est dans l’œil de ton frère. »

## Interprétation

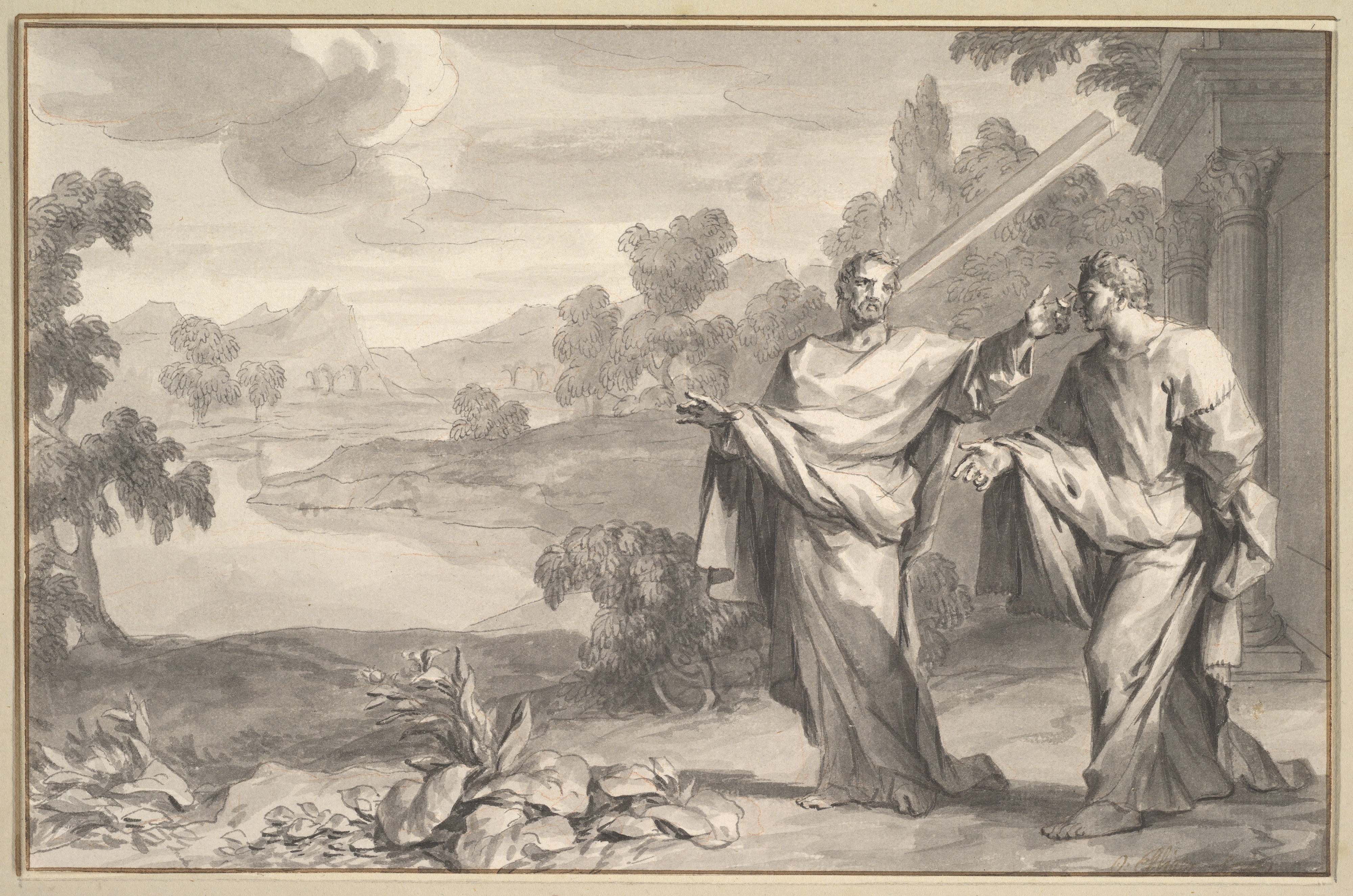
La parabole illustrée par Ottmar Elliger le Jeune (1666-1735)

La morale de cette histoire est qu'il faut éviter de relever les petits défauts de son prochain, alors qu'on n'amende pas ses propres travers.
Le docteur de l’Église Jean Chrysostome dit dans son homélie XXIII qu'il est facile de critiquer son prochain alors que l'on est soi-même nettement plus dans le péché. Il ajoute en rappelant la parabole de la Dette que c'est avec la mesure qui nous sert de jugement que l'on sera jugé par Dieu. Dans certaines éditions de la Bible, ce paragraphe de l’Évangile a pour titre : Ne pas juger.

## Le texte de l'évangile de Thomas
Logion 26. « Jésus disait : La paille qui est dans l’œil de ton frère, tu la vois.
Mais la poutre qui est dans ton œil, tu ne la vois pas.
Lorsque tu ôteras la poutre de ton œil, alors tu verras clair pour ôter la paille qui est dans l’œil de ton frère. » 
Traduction de Jean-Yves Leloup.

## Interprétation psychanalytique
(Juin 2020).
- Si vous ne connaissez pas le sujet, laissez ce bandeau (vous pouvez alors contacter les auteurs).
- Si vous supprimez le contenu mis en cause (vous pouvez préalablement contacter les auteurs),

argumentez précisément cette suppression dans la page de discussion
(un manque de référence n'est pas un argument ; une recherche réelle de référence doit avoir été effectuée, être formellement documentée).
On remarque tout d'abord que la version de Thomas ne porte pas de jugement de valeur envers celui qui propose son aide pour enlever la paille de l’œil de son frère, alors qu'il est taxé d'hypocrite dans les versions de Matthieu et de Luc. Cette absence de jugement de l'aidant dans le texte de Thomas permet une interprétation différente. Pour Jean-Yves Leloup, cette parabole dévoile en effet « les mécanismes de la projection et du transfert ». Si le mécanisme psychanalytique de la projection est en effet bien perceptible dans le texte (attribuer inconsciemment à l’autre ses propres sentiments refoulés), celui du transfert l'est moins.
La « paille » que l’on voit dans l’œil de l’autre peut être comprise comme le reflet de la « poutre » que l’on a dans son propre œil. Si cette projection prend la forme d’un reproche, il est certain que le défaut reproché à l’autre est l’un de nos propres défauts inavoué. Un tel reproche est souvent présenté comme une aide désintéressée : « je te le dis pour ton bien ». En réalité, le mécanisme étant inconscient, le texte suggère que tant que nous avons une poutre dans l’œil, nous ne sommes d’aucun secours pour autrui, puisqu’elle nous empêche d’y voir clair. Ce n’est que lorsque l’on se connaît soi-même (préalable à la connaissance de la divinité dans la gnose), et que l’on est en paix avec soi, que l’on y voit clair et que l'on est capable de venir en aide aux autres : « alors tu verras clair pour ôter la paille qui est dans l’œil de ton frère ».